# Open de Tenis Comunidad Valenciana
L'Open de Tenis Comunidad Valenciana è stato un torneo di tennis riservato ad atleti professionisti disputato sui campi in terra rossa fino al 2008 e sul cemento indoor dal 2009 al 2015.

## Storia
La prima edizione del torneo fu giocata nel 1995 a Valencia per trasferirsi poi per due anni a Marbella, poi a Maiorca dal 1998 al 2002 e, dal 2003, è tornato definitivamente nel capoluogo della Comunità Valenciana. Dopo aver fatto parte del circuito ATP International Series fino al 2008, dall'anno successivo, con la riforma del calendario, è stato "promosso" ed è diventato un torneo dell'ATP World Tour 500 series fino al 2014. Per l'edizione finale del 2015 è tornato a far parte dell'ATP World Tour 250 series.

## Albo d'oro

### Singolare
| Località | Anno | Vincitore               | Finalista             | Punteggio           |
| -------- | ---- | ----------------------- | --------------------- | ------------------- |
| Valencia | 2015 | João Sousa              | Roberto Bautista Agut | 3–6, 6–3, 6–4       |
| Valencia | 2014 | Andy Murray (2)         | Tommy Robredo         | 3–6, 7–6(7), 7–6(8) |
| Valencia | 2013 | Michail Južnyj          | David Ferrer          | 6–3, 7–5            |
| Valencia | 2012 | David Ferrer (3)        | Aleksandr Dolhopolov  | 6–1, 3–6, 6–4       |
| Valencia | 2011 | Marcel Granollers       | Juan Mónaco           | 6–2, 4–6, 7–6(3)    |
| Valencia | 2010 | David Ferrer (2)        | Marcel Granollers     | 7–5, 6–3            |
| Valencia | 2009 | Andy Murray (1)         | Michail Južnyj        | 6–3, 6–2            |
| Valencia | 2008 | David Ferrer (1)        | Nicolás Almagro       | 4–6, 6–2, 7–6(2)    |
| Valencia | 2007 | Nicolás Almagro (2)     | Potito Starace        | 4–6, 6–2, 6–1       |
| Valencia | 2006 | Nicolás Almagro (1)     | Gilles Simon          | 6–2, 6–3            |
| Valencia | 2005 | Igor' Andreev           | David Ferrer          | 3–6, 7–5, 6–3       |
| Valencia | 2004 | Fernando Verdasco       | Albert Montañés       | 7–6(5), 6–3         |
| Valencia | 2003 | Juan Carlos Ferrero (2) | Christophe Rochus     | 6–2, 6–4            |
| Maiorca  | 2002 | Gastón Gaudio           | Jarkko Nieminen       | 6–2, 6–3            |
| Maiorca  | 2001 | Alberto Martín          | Guillermo Coria       | 6–3, 3–6, 6–2       |
| Maiorca  | 2000 | Marat Safin             | Mikael Tillström      | 6–4, 6–3            |
| Maiorca  | 1999 | Juan Carlos Ferrero (1) | Àlex Corretja         | 2–6, 7–5, 6–3       |
| Maiorca  | 1998 | Gustavo Kuerten         | Carlos Moyá           | 6(5)–7, 6–2, 6–3    |
| Marbella | 1997 | Albert Costa            | Alberto Berasategui   | 6–3, 6–2            |
| Marbella | 1996 | Marc-Kevin Goellner     | Àlex Corretja         | 7–6(4), 7–6(2)      |
| Valencia | 1995 | Sjeng Schalken          | Gilbert Schaller      | 6–4, 6–2            |

### Doppio
| Località | Anno | Vincitori                                | Finalisti                          | Punteggio               |
| -------- | ---- | ---------------------------------------- | ---------------------------------- | ----------------------- |
| Valencia | 2015 | Eric Butorac Scott Lipsky                | Feliciano López Maks Mirny         | 7–6(4), 6–3             |
| Valencia | 2014 | Jean-Julien Rojer Horia Tecău            | Kevin Anderson Jérémy Chardy       | 6–4, 6–2                |
| Valencia | 2013 | Alexander Peya (2) Bruno Soares (2)      | Bob Bryan Mike Bryan               | 7–6(3), 6(1)–7, [13–11] |
| Valencia | 2012 | Alexander Peya (1) Bruno Soares (1)      | David Marrero Fernando Verdasco    | 6–3, 6–2                |
| Valencia | 2011 | Bob Bryan Mike Bryan                     | Eric Butorac Jean-Julien Rojer     | 6–4, 7–6(9)             |
| Valencia | 2010 | Andy Murray Jamie Murray                 | Mahesh Bhupathi Maks Mirny         | 7–6(8), 5–7, [10–7]     |
| Valencia | 2009 | František Čermák Michal Mertiňák         | Marcel Granollers Tommy Robredo    | 6–4, 6–3                |
| Valencia | 2008 | Máximo González Juan Mónaco              | Travis Parrott Filip Polášek       | 7–5, 7–5                |
| Valencia | 2007 | Wesley Moodie Todd Perry                 | Yves Allegro Sebastián Prieto      | 7–5, 7–5                |
| Valencia | 2006 | David Škoch Tomáš Zíb                    | Lukáš Dlouhý Pavel Vízner          | 6–4, 6–3                |
| Valencia | 2005 | Fernando González Martín Rodríguez (2)   | Lucas Arnold Ker Mariano Hood      | 6–4, 6–4                |
| Valencia | 2004 | Gastón Etlis Martín Rodríguez (1)        | Feliciano López Marc López         | 7–5, 7–6(5)             |
| Valencia | 2003 | Lucas Arnold Ker (2) Mariano Hood        | Brian MacPhie Nenad Zimonjić       | 6–1, 6(7)–7, 6–4        |
| Maiorca  | 2002 | Mahesh Bhupathi Leander Paes             | Julian Knowle Michael Kohlmann     | 6–2, 6–4                |
| Maiorca  | 2001 | Donald Johnson Jared Palmer              | Feliciano López Francisco Roig     | 7–5, 6–3                |
| Maiorca  | 2000 | Michaël Llodra Diego Nargiso             | Alberto Martín Fernando Vicente    | 7–6(2), 7–6(3)          |
| Maiorca  | 1999 | Lucas Arnold Ker (1) Tomás Carbonell (2) | Alberto Berasategui Francisco Roig | 6–1, 6–4                |
| Maiorca  | 1998 | Pablo Albano Daniel Orsanic              | Jiří Novák David Rikl              | 7–6(9), 6–3             |
| Marbella | 1997 | Karim Alami Julián Alonso                | Alberto Berasategui Jordi Burillo  | 4–6, 6–3, 6–0           |
| Marbella | 1996 | Andrew Kratzmann Jack Waite              | Pablo Albano Lucas Arnold Ker      | 6–7, 6–3, 6–4           |
| Valencia | 1995 | Tomás Carbonell (1) Francisco Roig       | Tom Kempers Jack Waite             | 7–5, 6–3                |